# 9.ª etapa del Giro de Italia 2020
La 9.ª etapa del Giro de Italia 2020 tuvo lugar el 11 de octubre de 2020 entre San Salvo y Roccaraso sobre un recorrido de 207 km y fue ganada por el portugués Ruben Guerreiro del equipo EF. Su compatriota João Almeida consiguió mantener el liderato antes de la primera jornada de descanso.

## Clasificación de la etapa
| \| Clasificación de la etapa \| Clasificación de la etapa \| Clasificación de la etapa \| Clasificación de la etapa \| Clasificación de la etapa \| \| Ciclista \| Ciclista \| Equipo \| Tiempo \| \| \| ------------------------- \| ------------------------- \| ------------------------- \| ------------------------- \| ------------------------- \| \| 1.º \| Ruben Guerreiro \| EF Pro Cycling \| 5 h 41 min 20 s \| \| \| 2.º \| Jonathan Castroviejo \| Ineos Grenadiers \| + 8 s \| \| \| 3.º \| Mikkel Bjerg \| UAE Team Emirates \| + 58 s \| \| \| 4.º \| Kilian Frankiny \| Groupama-FDJ \| + 1 min 16 s \| \| \| 5.º \| Lawrence Warbasse \| AG2R La Mondiale \| + 1 min 16 s \| \| \| 6.º \| Tao Geoghegan Hart \| Ineos Grenadiers \| + 1 min 19 s \| \| \| 7.º \| Lucas Hamilton \| Mitchelton-Scott \| + 1 min 32 s \| \| \| 8.º \| Wilco Kelderman \| Team Sunweb \| + 1 min 38 s \| \| \| 9.º \| Jakob Fuglsang \| Astana \| + 1 min 38 s \| \| \| 10.º \| Jai Hindley \| Team Sunweb \| + 1 min 38 s \| \| |                      |                   |                 |
| |                      |                   |                 |
| Fuente: ProCyclingStats |                      |                   |                 |
| Clasificación de la etapa |                      |                   |                 |
| Ciclista | Ciclista             | Equipo            | Tiempo          |
| 1.º | Ruben Guerreiro      | EF Pro Cycling    | 5 h 41 min 20 s |
| 2.º | Jonathan Castroviejo | Ineos Grenadiers  | + 8 s           |
| 3.º | Mikkel Bjerg         | UAE Team Emirates | + 58 s          |
| 4.º | Kilian Frankiny      | Groupama-FDJ      | + 1 min 16 s    |
| 5.º | Lawrence Warbasse    | AG2R La Mondiale  | + 1 min 16 s    |
| 6.º | Tao Geoghegan Hart   | Ineos Grenadiers  | + 1 min 19 s    |
| 7.º | Lucas Hamilton       | Mitchelton-Scott  | + 1 min 32 s    |
| 8.º | Wilco Kelderman      | Team Sunweb       | + 1 min 38 s    |
| 9.º | Jakob Fuglsang       | Astana            | + 1 min 38 s    |
| 10.º | Jai Hindley          | Team Sunweb       | + 1 min 38 s    |

## Clasificaciones al final de la etapa

### Clasificación general(Maglia Rosa)
| \| Clasificación general \| Clasificación general \| Clasificación general \| Clasificación general \| Clasificación general \| \| Ciclista \| Ciclista \| Equipo \| Tiempo \| \| \| --------------------- \| --------------------- \| --------------------- \| --------------------- \| --------------------- \| \| 1.º \| João Almeida \| Deceuninck-Quick Step \| 35 h 35 min 50 s \| \| \| 2.º \| Wilco Kelderman \| Team Sunweb \| + 30 s \| \| \| 3.º \| Pello Bilbao \| Bahrain McLaren \| + 39 s \| \| \| 4.º \| Domenico Pozzovivo \| NTT Pro Cycling \| + 53 s \| \| \| 5.º \| Vincenzo Nibali \| Trek-Segafredo \| + 57 s \| \| \| 6.º \| Jakob Fuglsang \| Astana \| + 1 min 01 s \| \| \| 7.º \| Harm Vanhoucke \| Lotto-Soudal \| + 1 min 02 s \| \| \| 8.º \| Patrick Konrad \| Bora-Hansgrohe \| + 1 min 11 s \| \| \| 9.º \| Jai Hindley \| Team Sunweb \| + 1 min 15 s \| \| \| 10.º \| Rafał Majka \| Bora-Hansgrohe \| + 1 min 17 s \| \| |                    |                       |                  |
| |                    |                       |                  |
| Fuente: ProCyclingStats |                    |                       |                  |
| Clasificación general |                    |                       |                  |
| Ciclista | Ciclista           | Equipo                | Tiempo           |
| 1.º | João Almeida       | Deceuninck-Quick Step | 35 h 35 min 50 s |
| 2.º | Wilco Kelderman    | Team Sunweb           | + 30 s           |
| 3.º | Pello Bilbao       | Bahrain McLaren       | + 39 s           |
| 4.º | Domenico Pozzovivo | NTT Pro Cycling       | + 53 s           |
| 5.º | Vincenzo Nibali    | Trek-Segafredo        | + 57 s           |
| 6.º | Jakob Fuglsang     | Astana                | + 1 min 01 s     |
| 7.º | Harm Vanhoucke     | Lotto-Soudal          | + 1 min 02 s     |
| 8.º | Patrick Konrad     | Bora-Hansgrohe        | + 1 min 11 s     |
| 9.º | Jai Hindley        | Team Sunweb           | + 1 min 15 s     |
| 10.º | Rafał Majka        | Bora-Hansgrohe        | + 1 min 17 s     |

### Clasificación por puntos(Maglia Ciclamino)
| Clasificación por puntos | Clasificación por puntos | Clasificación por puntos | Clasificación por puntos | Clasificación por puntos |
| Ciclista                 | Ciclista                 | Equipo                   | Puntos                   |                          |
| ------------------------ | ------------------------ | ------------------------ | ------------------------ | ------------------------ |
| 1.º                      | Arnaud Démare            | Groupama-FDJ             | 167 pts                  |                          |
| 2.º                      | Peter Sagan              | Bora-Hansgrohe           | 110 pts                  |                          |
| 3.º                      | Michael Matthews         | Team Sunweb              | 87 pts                   |                          |
| 4.º                      | Filippo Ganna            | Ineos Grenadiers         | 45 pts                   |                          |
| 5.º                      | Davide Ballerini         | Deceuninck-Quick Step    | 40 pts                   |                          |
| 6.º                      | Andrea Vendrame          | AG2R La Mondiale         | 31 pts                   |                          |
| 7.º                      | Alex Dowsett             | Israel Start-Up Nation   | 29 pts                   |                          |
| 8.º                      | João Almeida             | Deceuninck-Quick Step    | 29 pts                   |                          |
| 9.º                      | Marco Frapporti          | Vini Zabù-Brado-KTM      | 28 pts                   |                          |
| 10.º                     | Ruben Guerreiro          | EF Pro Cycling           | 27 pts                   |                          |

### Clasificación de la montaña(Maglia Azzurra)
| Clasificación de la montaña | Clasificación de la montaña | Clasificación de la montaña | Clasificación de la montaña | Clasificación de la montaña |
| Ciclista                    | Ciclista                    | Equipo                      | Puntos                      |                             |
| --------------------------- | --------------------------- | --------------------------- | --------------------------- | --------------------------- |
| 1.º                         | Ruben Guerreiro             | EF Pro Cycling              | 84 pts                      |                             |
| 2.º                         | Giovanni Visconti           | Vini Zabù-Brado-KTM         | 76 pts                      |                             |
| 3.º                         | Jonathan Castroviejo        | Ineos Grenadiers            | 45 pts                      |                             |
| 4.º                         | Filippo Ganna               | Ineos Grenadiers            | 41 pts                      |                             |
| 5.º                         | Jonathan Caicedo            | EF Pro Cycling              | 40 pts                      |                             |
| 6.º                         | Matthew Holmes              | Lotto-Soudal                | 20 pts                      |                             |
| 7.º                         | Lawrence Warbasse           | AG2R La Mondiale            | 20 pts                      |                             |
| 8.º                         | Kilian Frankiny             | Groupama-FDJ                | 20 pts                      |                             |
| 9.º                         | Domenico Pozzovivo          | NTT Pro Cycling             | 19 pts                      |                             |
| 10.º                        | Edoardo Zardini             | Vini Zabù-Brado-KTM         | 18 pts                      |                             |

### Clasificación de los jóvenes(Maglia Bianca)
| Clasificación del mejor joven | Clasificación del mejor joven | Clasificación del mejor joven | Clasificación del mejor joven | Clasificación del mejor joven |
| Ciclista                      | Ciclista                      | Equipo                        | Tiempo                        |                               |
| ----------------------------- | ----------------------------- | ----------------------------- | ----------------------------- | ----------------------------- |
| 1.º                           | João Almeida                  | Deceuninck-Quick Step         | 35 h 35 min 50 s              |                               |
| 2.º                           | Harm Vanhoucke                | Lotto-Soudal                  | + 1 min 02 s                  |                               |
| 3.º                           | Jai Hindley                   | Team Sunweb                   | + 1 min 15 s                  |                               |
| 4.º                           | Lucas Hamilton                | Mitchelton-Scott              | + 2 min 23 s                  |                               |
| 5.º                           | Tao Geoghegan Hart            | Ineos Grenadiers              | + 2 min 41 s                  |                               |
| 6.º                           | Brandon McNulty               | UAE Team Emirates             | + 2 min 45 s                  |                               |
| 7.º                           | Sergio Samitier               | Movistar Team                 | + 4 min 06 s                  |                               |
| 8.º                           | James Knox                    | Deceuninck-Quick Step         | + 4 min 13 s                  |                               |
| 9.º                           | Aurélien Paret-Peintre        | AG2R La Mondiale              | + 5 min 02 s                  |                               |
| 10.º                          | Sam Oomen                     | Team Sunweb                   | + 9 min 30 s                  |                               |

### Clasificación por equipos"Súper team"
| Clasificación por equipos | Clasificación por equipos | Clasificación por equipos | Clasificación por equipos |
| Equipo                    | Equipo                    | Tiempo                    |                           |
| ------------------------- | ------------------------- | ------------------------- | ------------------------- |
| 1.º                       | Ineos Grenadiers          | 106 h 40 min 50 s         |                           |
| 2.º                       | Deceuninck-Quick Step     | + 11 min 44 s             |                           |
| 3.º                       | Team Sunweb               | + 13 min 07 s             |                           |
| 4.º                       | Jumbo-Visma               | + 15 min 31 s             |                           |
| 5.º                       | Bora-Hansgrohe            | + 19 min 34 s             |                           |
| 6.º                       | AG2R La Mondiale          | + 27 min 31 s             |                           |
| 7.º                       | Trek-Segafredo            | + 30 min 05 s             |                           |
| 8.º                       | Movistar Team             | + 30 min 31 s             |                           |
| 9.º                       | Bahrain McLaren           | + 31 min 15 s             |                           |
| 10.º                      | CCC Team                  | + 31 min 42 s             |                           |

## Abandonos
- Rudy Barbier no tomó la salida por problemas estomacales.[2]
- Pavel Kochetkov abandonó en los primeros kilómetros tras no recuperarse de una caída sufrida en días anteriores.[3]